# Hipsípila

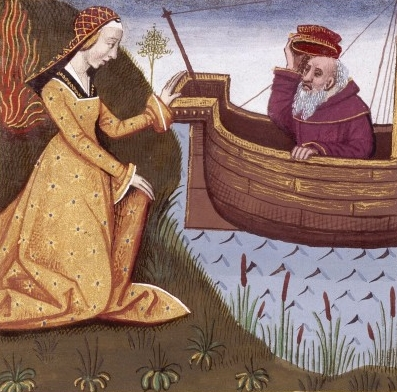
Hipsípila salva a Toante. Miniatura de Robinet Testard para una edición del siglo XV de la obra de Giovanni Boccaccio De claris mulieribus

En la mitología griega, Hipsípila (Ὑψιπύλη / Hypsipylê) era la reina de Lemnos.
Durante su reinado, Afrodita maldijo a las mujeres de la isla por descuidar sus santuarios, por lo que estas desarrollaron un caso extremo de halitosis que repugnaba a los hombres de la nación. Por ese motivo, los hombres comenzaron a mantener relaciones con las esclavas que habían sido capturadas durante las invasiones a Tracia. Las mujeres de Lemnos resolvieron vengarse y, una noche, mataron a todos sus parientes varones. Sólo Hipsípila perdonó a un hombre: su padre, Toante, a quien ocultó para salvarlo de la matanza. 
Poco tiempo después de la matanza de varones, Jasón y los Argonautas pararon en Lemnos en su camino hacia Cólquida. Los Argonautas permanecieron en Lemnos varios meses y, en ese tiempo, mantuvieron relaciones con las mujeres de la isla. Hipsípila quedó embarazada de Jasón, quien le juró fidelidad eterna. De esta unión nacieron los mellizos Euneo y Nebrófono (otras versiones llaman al segundo mellizo Deifilo o Toante). Jasón continuó su viaje y pronto olvidó su promesa.
Las mujeres lemnias, furiosas porque había salvado a su padre, obligaron a Hipsípila a huir para conservar su vida. Ella y sus hijos fueron capturados por piratas, quienes los vendieron a Licurgo, el rey de Nemea. La esposa de este destinó a Hipsípila al cuidado de su hijo Ofeltes (también llamado Arquemoro).
Cuando los argivos marcharon contra Tebas, pasaron por Nemea y, después de encontrar a Hipsípila, esta los llevó hasta una fuente para que sacaran el agua que necesitaban. Al hacerlo, dejó al niño por un momento; fue entonces cuando una serpiente se enroscó en él y lo mordió, produciendo su muerte. Su madre trató de salvarlo, pero ya era tarde, entonces decidió matar a la serpiente y, posteriormente, sepultar a su hijo. Licurgo deseó vengarse de Hipsípila, pero el líder de los argivos, Adrasto, la protegió.
Otros alegan que Apolo también tuvo unión amorosa con Hipsípila.